# Karel Balling (montanista)
Karl Albert Max Balling (14. května 1835 Praha  –  21. dubna 1896 Příbram) byl český chemik a metalurg. 

## Život
Narodil se do rodiny chemika Karla Josefa Napoleona Ballinga, profesora a rektora Vysoké školy polytechnické v Praze. Tuto školu v roce 1858 absolvoval i mladý Karl Albert Max Balling. V roce 1860 se stal asistentem hutnictví na Báňské akademii v Příbrami. V letech 1875 až 1896 zde působil jako profesor chemie, zkušebnictví a hutnictví. Na této akademii byl v letech 1881 až 1883 také rektorem.

## Železářský rod
Michael Balling ( 17. března 1776 Červený Hrádek – 31. května 1848 Rokycany), děda Karla Alberta Maxe Ballinga, měl dva syny:
- první syn Friedrich Balling (1. září 1803 Gabrielině Huti – 17. srpna 1859 Český Krumlov) měl syna
  - Friedricha Ballinga (1834  Vříšť u Nového města na Moravě –  1896)

- druhý syn Karl Josef Napoleon Balling (21. dubna 1805 Gabrielina Huť – 17. března 1868 Praha) měl syna
  - Karla Alberta Maxe Ballinga